# Lionel, LLC
A Lionel, LLC, é uma incorporadora, projetista e importadora do ramo de trens (comboios) de brinquedo e ferromodelismo. No ramo de ferromodelismo, se considerada a Lionel Corporation, as suas origens remontam à mais de 115 anos. Ela foi realmente criada em 1995, no condado de Macomb, Michigan, e hoje em dia, tem sede em Nova Iorque.

## Histórico
As origens da Lionel LLC, remontam à 1969, quando o conglomerado de cerais General Mills adquiriu os direitos sobre a linha de produtos da Lionel Corporation, que passou a operar como uma divisão da Model Products Corporation (MPC), mas fez um acordo de aluguel da marca original e de compra de parte do ferramental, a partir do início de 1970.
Durante a década de 1970, foram criados alguns produtos com inovações interessantes, mas houve um certo problema na tentativa de corrigir a "standard gauge" da Lionel para a escala O padrão, que desde o pós guerra tinha a bitola menor do que deveria ser. Só na década de 1980, esse ajuste foi levado à cabo com sucesso.
Em 1979, a General Mills fez ressurgir a linha de produtos da marca American Flyer, que a Lionel Corporation havia comprado quando sua competidora, a A. C. Gilbert Company foi a falência na década de 1960. Depois de uma reestruturação em meados da década de 1980, a Lionel foi vendida novamente em 1986, desta vez para um colecionador e pesquisador do ramo. Richard P. Kughn de Detroit, passando a ser a Lionel Trains Inc (LTI).
Em 1991, o trem de brinquedo mais popular da Lionel, o Santa Fe F3 foi relançado com efeitos sonoros. Em 1992, Richard Kughn e o músico Neil Young, um ávido ferromodelista, criaram a Liontech especificamente para desenvolver um novo sistema de controle e sonorização de trens. A estreia do RailSounds II ocorreu em 1994, mesmo ano do lançamento do controle Trainmaster Command Control (TMCC) uma criação exclusiva de Neil Young da qual ele detém a patente, uma tecnologia similar ao que se conhece hoje como Digital Command Control, que permite entre outras coisas, a operação dos trens da Lionel por controle remoto.
Richard Kughn vendeu a Lionel em 1995, para uma empresa incorporadora de investimentos, a Wellspring Capital Management. A nova companhia ficou conhecida como Lionel LLC, e continuou comercializando seus modelos de época, além de se preparar para a produção de uma nova linha de modelos mais detalhados. No entanto, tanto Richard Kughn quanto Neil Young, mantiveram suas participações nas decisões da nova empresa.
Apesar de a Lionel, LLC deter hoje o controle de todas as marcas e direitos sobre os produtos associados ao nome "Lionel Corporation", o fabricante original dos "Lionel trains", fundado em 1900; não existe, nenhuma ligação direta entre as duas companhias.
De acordo com os documentos preenchidos como parte do seu processo de falência em 21 de maio de 2007, cerca de 95% das vendas da companhia, advinham de trens na escala O. O plano para sair da falência, estimava vendas entre US$ 60 e 70 milhões a cada ano (oriundas da comercialização de trens na escala "O"), e que a Lionel teria participação de cerca de 60% do mercado, fazendo dela, a maior fabricante de trens na escala O da época.